# Grand Theft Auto: Liberty City Stories
Grand Theft Auto: Liberty City Stories is een computerspel uit de Grand Theft Auto-serie voor de PlayStation Portable. Het spel is ontwikkeld door Rockstar Leeds met behulp van Rockstar North en uitgegeven door Rockstar Games. GTA: Liberty City Stories kwam op 25 oktober 2005 uit in Amerika en op 4 november 2005 in Europa. Het volgende spel, en tevens tweede spel voor de PSP, wat ontwikkeld is heet Grand Theft Auto: Vice City Stories.
Op 6 juni 2006 kwam GTA: Liberty City Stories uit voor de PlayStation 2 in Amerika, gevolgd door Europa waar het spel op 22 juni 2006 uitkwam.
GTA: Liberty City Stories was tot eind 2006 het best verkochte spel voor de PSP.

## Verhaal
Toni Cipriani was ooit een veelbelovend lid van de criminele Leone familie en hij had een grote criminele jeugd achter zich , maar hij moest onderduiken nadat hij een van de kopstukken had omgelegd. Nu is hij terug en wordt het tijd om de orde op zaken te stellen. De straten van Liberty City zijn één grote chaos. Bendes Maffiosi staan elkaar naar het leven, terwijl de stad ten onder gaat aan een vloedgolf van politieke corruptie, georganiseerde misdaad, drugshandel en vakbondstakingen. Niemand is te vertrouwen en Toni moet proberen orde te scheppen in de chaotische onderwereld. Hij wordt in zijn pogingen om de stad onder heerschappij van de Leones te brengen, gedwarsboomd door gestoorde huurmoordenaars, gewetenloze zakenlieden, cynische politici en zelfs zijn eigen moeder. Toni moet vechten om te overleven in dit avontuur dat Liberty City zal laten schudden op zijn grondvesten. Hij moet alles doen wat nodig is om zijn plaats in de heerschappij van de Leone familie veilig te stellen, in een stad die op de rand van de afgrond balanceert.

## Rolverdeling
- Danny Mastrogiorgio - Toni Cipriani (stem)
- Frank Vincent - Salvatore Leone (stem)
- Will Janowitz - Donald Love (stem)
- Guru - 8–Ball (stem)
- Duccio Fagella - Massimo Torini (stem)
- Joe Lo Truglio - Vincenzo Cilli (stem)
- The Greg Wilson - Joseph Daniel "JD" O'Toole (stem)
- Fiona Gallagher - Maria Latore (stem)
- Hana Moon - Toshiko Kasen (stem)
- Jeff Gurner - Paulie Sindacco (stem)
- Peter Bradbury - Ned Burner (stem)
- Gordana Rashovich - Jane Hopper (stem)
- John Braden - Miles O'Donovan (stem)
- Ron Orbach - Leon McAffrey (stem)

## Verbeteringen tegenover GTA III
- Motoren om grotere afstanden af te leggen
- Betere engine (GTA: Liberty City Stories werkt op een aangepaste engine van GTA: Vice City, zo zijn veel geluiden en de besturing van de voertuigen hetzelfde als in GTA: Vice City, hierdoor zijn ook lichteffecten en reflecties er beter uit gaan zien.)
- De goede punten qua besturing uit GTA: San Andreas zijn terug
- de Multiplayer-functie
- Nieuwe kleding beschikbaar voor de personages
- Er is een veerpont waarmee je gemakkelijker tussen de eilanden kunt reizen
- GTA Liberty city stories is de eerste gta zonder problemen en weggelaten opties.

## Multiplayer
Voor het eerst sinds GTA 2 zit er een multiplayer-functie in het spel, met deze functie kan je tegen een andere speler (die GTA: Liberty City Stories ook heeft) via de PSP wifi-verbinding spelen.
Er zijn meer dan 60 verschillende outfits die je kunt dragen. Denk hierbij aan de personages uit het spel (Tony Cipriani, Salvatore etc.) en de voetgangers (omaatjes etc.). Sommige van deze moet je unlocken (vrijspelen) om ze vrij beschikbaar te maken.
Multiplayer-Modus
- Liberty City Survivor

Dit is de Deathmatch-modus, hierbij kun je met 6 spelers spelen. Ook kun je een tijdlimiet instellen en in teams spelen.
- Protection Racket

Hierin moet één team vier limousines beschermen en moet het andere team ze zien op te blazen. Dit hoeft niet via ingewikkelde bommen, maar kan gewoon door er op te schieten of een auto er in te laten crashen. Als het ene team de limousines opgeblazen heeft, De tijden worden onthouden en dan mag het andere team hetzelfde proberen en de tijd proberen te verbreken.
- Get Stretch

Dit is een soort Capture the flag met limousines. Om een punt te scoren, moeten de teams zorgen dat ze zowel hun eigen limousine als die van de tegenstander in de basis hebben. De limousines kunnen naar hun eigen basis worden teruggehaald door zichzelf op te blazen.
- Race Modus

Hierin is het de bedoeling een route bestaande uit een aantal checkpoints zo snel mogelijk af te leggen. Onderweg kun je power-ups vinden die de schade aan jouw auto ongedaan maakt of die de grip verbetert.

## Trivia
- Het spel is opgenomen in het boek 1001 Video Games You Must Play Before You Die van Tony Mott.
- Het spel is op 17 december 2015 uitgekomen voor iOS apparaten en op 12 februari 2016 voor Android apparaten gekomen.